# Love Lies Bleeding (2024)
Love Lies Bleeding är en amerikansk-brittisk romantisk thrillerfilm från 2024, regisserad och skriven av Rose Glass. Den är medförfattad av Weronika Tofilska, och i rollerna syns Kristen Stewart, Katy O'Brian, Jena Malone, Anna Baryshnikov, Dave Franco och Ed Harris.
Filmen hade premiär på Sundance Film Festival den 20 januari 2024 och är producerad av bolagen A24 och Film4. Den hade biopremiär i Sverige den 2 augusti 2024.

## Handling
Utspelad under 1980-talet får vi följa relationen mellan den nedgångne gymchefen Lou (Stewart) och den muskulöse amatörkroppsbyggaren Jackie (O'Brian). Jackie jobbar åt Lous pappa (Ed Harris), som är en ond gangsterpatriark som smugglar vapen och driver en skjutbana.

## Rollista (i urval)
- Kristen Stewart – Lou
- Katy O'Brian – Jackie
- Ed Harris – Lou, sr.
- Jena Malone – Beth
- Anna Baryshnikov – Daisy
- Dave Franco – J.J.[8]

## Produktion
Love Lies Bleeding är den andra filmen som Rose Glass har regisserat. Hennes första film, Saint Maud, är en av Kristen Stewarts favoritfilmer vilket gjorde henne enkel att få ombord på filmen. Filmen spelades in i Albuquerque, New Mexico mellan juni och augusti 2022.

### Mottagande
Filmen har fått ett gott mottagande och har ett  betyg på 92% hos Rotten Tomatoes. 

### Omslag tillRolling Stone Magazine
Till marsnumret 2024 av tidningen Rolling Stone återfanns Kristen Stewart på omslaget där hon poserar i sin "quera look" från filmen med handen innanför en så kallad jockstrap. Bilden upprörde många och fick mycket kritik av konservativa. I en intervju med Stephen Colbert menade Stewart att det är jobbigt för sexistiska och homofoba personer att se kvinnor med en egen vilja i kvinnlig sexualitet och avslutade med ett "Fuck You" åt alla som tog illa upp.